# Chi Shu-ju
Chi Shu-Ju (27 de novembro de 1982) é uma taekwondista taiwanesa.
Chi Shu-Ju competiu nos Jogos Olímpicos de 2000 e 2004, na qual conquistou a medalha de bronze, em 2000.